# Markus Mair
Markus Mair (* 27. Dezember 1964 in Graz) ist ein österreichischer Manager.

## Leben
Mair studierte Rechtswissenschaften an der Karl-Franzens-Universität in Graz. Schon während des Studiums arbeitete er mehrere Jahre in der Gastronomie, der chemischen Industrie, einem Handelsunternehmen und im Vertrieb. Nach Abschluss seines Studiums sammelte er berufliche Erfahrung als parlamentarischer Mitarbeiter mit dem Schwerpunkt Öffentlichkeitsarbeit für Außen-, Sozial- und Agrarpolitik sowie in einer umfassenden Bankausbildung bei der Raiffeisen-Landesbank Steiermark AG. Dort begann er als Kundenbetreuer, war anschließend Leiter des Direktionssekretariats, übernahm Projektleitungen (unter anderem des Euro-Projektes) und die Medienbetreuung. Im Jahr 2002 wurde er als Direktor Bereichsleiter, ein Jahr darauf wechselte Mair in den Vorstand der Aktiengesellschaft und war verantwortlich für Vertrieb, Marketing, Wertpapier, Bauspar- und Versicherungsgeschäft, Organisationsberatung sowie Aus- und Weiterbildung. 2006 wurde Mair zum Generaldirektor der Raiffeisen-Landesbank bestellt. 
Neben zahlreichen Geschäftsführungs-, Vorstands- und Aufsichtsratsfunktionen in verschiedenen Unternehmen in der Finanz-, Versicherungs-, Medien- und Energiebranche war Mair der Styria Media Group AG seit 2009 als Mitglied des Aufsichtsrats verbunden. Seit 2013 ist Mair Vorstandsvorsitzender/CEO des international tätigen Medienkonzerns. Er ist zudem Aufsichtsratsvorsitzender-Stellvertreter der RegionalMedien Austria AG und der Austria Presse Agentur.
2018 bis 2024 - die drei zulässigen Funktionsperioden lang - fungierte Mair als Präsident des Verband Österreichischer Zeitungen (VÖZ). Im Herbst 2020 wurde er vom Magazin Der Österreichische Journalist zum „Medienmanager des Jahres“ ernannt.
Mair ist Hospizbotschafter im Hospizverein Steiermark.
Seit 2004 ist er Ehrenmitglied der katholischen Studentenverbindung KÖHV Carolina Graz.

## Veröffentlichungen
- als Hrsg. mit Johann Trummer, Friedrich Santner, Matthias Opis: Styria. Medien. Menschen. Styria Verlag 2019. ISBN 978-3-222-13639-9
- als Hrsg. mit Peter Pilz, Susanna Wieseneder: „Heroes“. Was wir von unseren Heldinnen und Helden lernen können. Styria Verlag 2021. ISBN 978-3-222-13687-0

## Belege
1. ↑  Styria-Chef Markus Mair: "Chancen gegen globale Anbieter entstehen immer durch mehr Marktnähe". In: kressnews. 15. Dezember 2017, abgerufen am 25. Mai 2021.
2. ↑  VÖZ-Präsident Mair im Interview: "Unterstellung, Medien seien nicht überlebensfähig, ist eine Behauptung von US-Plattformen". In: horizont.at. Abgerufen am 25. Mai 2021.
3. ↑  Daniel Hadler, Christian Ude: Markus Mair: Der Medienmanager des Jahres im Interview. In: Kleine Zeitung. 6. Dezember 2020, abgerufen am 25. Mai 2021.

| Personendaten    | Personendaten            |
| ---------------- | ------------------------ |
| NAME             | Mair, Markus             |
| KURZBESCHREIBUNG | österreichischer Manager |
| GEBURTSDATUM     | 27. Dezember 1964        |
| GEBURTSORT       | Graz                     |